# Grande Prêmio da Itália de 1969
Resultados do Grande Prêmio da Itália de Fórmula 1 realizado em Monza em 7 de setembro de 1969. Oitava etapa da temporada, aqui o britânico Jackie Stewart venceu a prova garantindo para si o título mundial de pilotos e para a sua equipe, a Matra-Ford, o título mundial de construtores.

## Classificação da prova
| Pos. | Nº | Piloto               | Construtor   | Voltas | Tempo/Diferença            | Grid | Pontos |
| ---- | -- | -------------------- | ------------ | ------ | -------------------------- | ---- | ------ |
| 1    | 20 | Jackie Stewart       | Matra-Ford   | 68     | 1:39:11.26                 | 3    | 9      |
| 2    | 4  | Jochen Rindt         | Lotus-Ford   | 68     | + 0.08                     | 1    | 6      |
| 3    | 22 | Jean-Pierre Beltoise | Matra-Ford   | 68     | + 0.17                     | 6    | 4      |
| 4    | 18 | Bruce McLaren        | McLaren-Ford | 68     | + 0.19                     | 5    | 3      |
| 5    | 32 | Piers Courage        | Brabham-Ford | 68     | + 33.44                    | 4    | 2      |
| 6    | 10 | Pedro Rodríguez      | Ferrari      | 66     | + 2 voltas                 | 12   | 1      |
| 7    | 16 | Denny Hulme          | McLaren-Ford | 66     | + 2 voltas                 | 2    |        |
| 8    | 30 | Jo Siffert           | Lotus-Ford   | 64     | Motor                      | 8    |        |
| 9    | 2  | Graham Hill          | Lotus-Ford   | 63     | Semieixo                   | 9    |        |
| 10   | 26 | Jacky Ickx           | Brabham-Ford | 61     | Pane seca                  | 15   |        |
| NC   | 14 | John Surtees         | BRM          | 60     | Não classificado           | 10   |        |
| Ret  | 12 | Jackie Oliver        | BRM          | 48     | Pressão do óleo            | 11   |        |
| Ret  | 36 | Silvio Moser         | Brabham-Ford | 9      | Vazamento de combustível   | 13   |        |
| Ret  | 28 | Jack Brabham         | Brabham-Ford | 6      | Vazamento de óleo          | 7    |        |
| Ret  | 6  | John Miles           | Lotus-Ford   | 3      | Motor                      | 14   |        |
| DNS  | 10 | Ernesto Brambilla    | Ferrari      |        | Carro entregue a Rodríguez |      |        |

## Tabela do campeonato após a corrida
|   | Pos. | Piloto               | Pontos |
| - | ---- | -------------------- | ------ |
|   | 1    | Jackie Stewart       | 60     |
| 1 | 2    | Bruce McLaren        | 24     |
| 1 | 3    | Jacky Ickx           | 22     |
|   | 4    | Graham Hill          | 19     |
| 1 | 5    | Jean-Pierre Beltoise | 16     |

|   | Pos. | Construtor   | Pontos  |
| - | ---- | ------------ | ------- |
|   | 1    | Matra-Ford   | 60      |
| 1 | 2    | Lotus-Ford   | 34      |
| 1 | 3    | Brabham-Ford | 30      |
|   | 4    | McLaren-Ford | 27 (29) |
|   | 5    | Ferrari      | 5       |

- Nota: Somente as primeiras cinco posições estão listadas. Em 1969 os pilotos computariam cinco resultados nas seis primeiras corridas do ano e quatro nas cinco últimas. Neste ponto esclarecemos: na tabela dos construtores figurava somente o melhor colocado dentre os carros de um time. Neste caso os campeões da temporada surgem destacados em negrito.